# 9278 Матера
(9278) 1981 EM1 (1981 EM1, 1975 BK, 1982 JQ1) — астероїд головного поясу, відкритий 7 березня 1981 року.
Тіссеранів параметр щодо Юпітера — 3,182.